# Pierwszy Okres Przejściowy
Pierwszy Okres Przejściowy (ok. 2181 – ok. 2055 p.n.e.) – okres w historii starożytnego Egiptu między Starym a Średnim Państwem charakteryzujący się chaosem politycznym, upadkiem silnej, scentralizowanej władzy, wewnętrznymi walkami o panowanie nad całym krajem i niepokojami społecznymi spowodowanymi pogorszeniem się sytuacji uboższych warstw społeczeństwa.
Z tego okresu zachowały się bardzo nieliczne źródła archeologiczne, głównie z jego początku. Pierwszy okres pośredni był czasem dynamicznym, w którym rządy Egiptu były prawie równo podzielone między dwoma konkurującymi ze sobą ośrodkami władzy - Hierakliopolisem Magna w Dolnym Egipcie i Tebami w Górnym Egipcie. Między tymi dwoma państwami toczyły się walki i pod koniec Pierwszego Okresu Przejściowego królowie tebańscy podbili północny Egipt i w końcu zjednoczyli państwo pod rządami faraona Mentuhotepa II.

## Historia

### Przyczyny
Pod koniec istnienia Starego Państwa, za czasów VI dynastii, zakres władzy faraonów został znacznie uszczuplony przez urzędników terytorialnych, którzy zapewnili sobie dziedziczność zajmowanych stanowisk. Z czasem doprowadziło to do wyodrębnienia się księstw dzielnicowych, których naczelnicy posiadali dużą swobodę podejmowania decyzji. Równocześnie zwiększały się obciążenia fiskalne ludności, zaś ubożejący dwór faraonów nie był w stanie zapewnić jej środków wystarczających do zaspokojenia potrzeb.
Powyższe czynniki nie tłumaczą jednak czemu doszło do upadku Starego Państwa, kraju o tysiącletniej historii, będącego najpotężniejszym państwem, jakie świat widział do tej pory. W związku z tym uważa się, że głównym powodem upadku Starego Państwa była katastrofalna zmiana klimatu. W okresie ok. 2200-2000 p.n.e. północną Afrykę (jak i cały Żyzny Półksiężyc) dotknęła długotrwała susza, w wyniku której powstała dzisiejsza Sahara. Katastrofalne następstwa suszy doprowadziły do upadku nimbu boskości faraonów, już uprzednio osłabionej wymarciem rodziny sprawującej władzę od okresu predynastycznego, i zastąpienia jej VI dynastią. Reakcją nomarchów na suszę byłoby ratowanie, w pierwszej kolejności, swoich okręgów. Brak reakcji na te czynności musiał spowodować ostateczny upadek autorytetu króla, a co za tym idzie i państwa.

### Czasy Siódmej i Ósmej Dynastii
W tej sytuacji doszło do buntu ubogiej ludności skierowanego przeciw możnym i uniezależnienia się książąt dzielnicowych od władzy centralnej, która upadła. Egipt rozpadł się na wiele niezależnych, niewielkich państw (czasy VII i VIII dynastii), które pogrążyły się we wzajemnych konfliktach.

### Wzrost znaczenia Teb i Hierakleopolisa
Z czasem wyodrębniły się dwa najważniejsze, rywalizujące ze sobą ośrodki władzy: Herakleopolis w Dolnym Egipcie i Teby w Górnym Egipcie. Oba te ośrodki musiały toczyć walki z innymi księstwami dzielnicowymi, a także z najeźdźcami zewnętrznymi z Azji. Około 2050 r. p.n.e. władca Teb Mentuhotep II (XI dynastia) ostatecznie pokonał władcę Herakleopolis i zjednoczył Egipt, rozpoczynając okres Średniego Państwa.